# Mumble rap

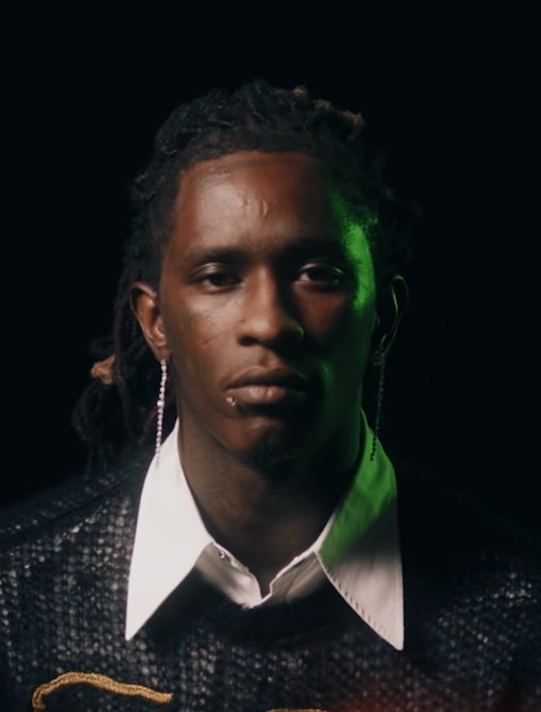
Young Thug, jeden z najpopularniejszych mumble raperów (2018)

Mumble rap (często określany jako „SoundCloud rap”) – podgatunek hip-hopu, który w 2010 roku rozprzestrzenił się na internetowej platformie do dystrybucji dźwięku SoundCloud.

## Charakterystyka
Mumble raperzy w swoich piosenkach ''mamroczą lub bełkoczą'' swój tekst przez co podgatunek charakteryzuje się trudnym do zrozumienia tekstem utworu. Większość tekstów ma charakter egocentryczny czy nihilistyczny. Teksty są proste i odnoszą się do: pieniędzy, biżuterii, narkotyków, ekskluzywnych marek czy seksu. W mumble rapie często używa się auto-tune.

## Krytyka
Mumble rap był często krytykowany przez styl rapowania mumble raperów oraz ich teksty. Podgatunek był często porównywany do boom bapu, a raperzy tacy jak Eminem czy Joyner Lucas skrytykowali mumble rap w swoich piosenkach. Artyści tworzący mumble rap Kodak Black i Lil Xan byli krytykowani za obrażanie ikon hip-hopu takich jak 2pac, Sticky Fingaz czy Biggie. Pomimo tego niektórzy artyści bronili podgatunku oraz nowej szkoły rapu.